# 卡桑德拉·朗恩
卡桑德拉·「凱西」·朗恩（英語：Cassandra Eleanor "Cassie" Lang），是漫威漫畫中的虛構漫畫角色，由大衛·米歇連尼和約翰·伯恩共同創作。凱西·朗恩首次登場於《漫威首映》第47期（1979年4月）。

## 人物
凱西·朗恩是史考特·朗恩／蟻人的女兒，她的先天性心臟病迫使史考特偷取漢克·皮姆的蟻人裝備和皮姆粒子。
《復仇者解散》中，緋紅女巫利用紅心傑克的屍體炸毀了復仇者總部，史考特就此犧牲，而凱西繼承父親的衣缽。其後凱西以「易身女」（Stature）以及「螫針」（Stinger）等名義加入少年復仇者以及其他英雄組織。

## 其他媒體

### 動畫
- 《復仇者聯盟：史上最強英雄戰隊》（2012年）：由科琳·歐肖內希（英语：Colleen O'Shaughnessey）配音[1][2][3]。
- 《蟻人（英语：Ant-Man (TV series)）》（2017年）：由蘿拉·貝莉配音。

### 電影
- 漫威電影宇宙
  - 《蟻人》（2015年）：由艾比·萊德·福特森飾演年幼時期的凱西·朗恩[4][5]。
  - 《蟻人與黃蜂女》（2018年）：由艾比·萊德·福特森回歸飾演年幼時期的凱西·朗恩[6]。
  - 《復仇者聯盟：終局之戰》（2019年）：由艾瑪·傅爾曼（英语：Emma Fuhrmann）飾演少年時期的凱西·朗恩[7]。
  - 《蟻人與黃蜂女：量子狂熱》（2023年）：由凱瑟琳·紐頓飾演成年時期的凱西·朗恩[8]。

### 遊戲
- 《樂高：復仇者聯盟（英语：Lego Marvel's Avengers）》：凱西·朗恩／易身女是玩家可使用角色之一。
- 《漫威復仇者學院（英语：Marvel Avengers Academy）》：凱西·朗恩／螫針是玩家可使用角色之一[9]。
- 《漫威：未來之戰》：手機遊戲，凱西·朗恩是玩家可使用角色之一。

## 外部連結
- 凱西·朗恩／易身女 （页面存档备份，存于） 超級英雄數據庫
- 凱西·朗恩／螫針 （页面存档备份，存于） 超級英雄數據庫
- 凱西·朗恩 （页面存档备份，存于）  Marvel.com
- 凱西·朗恩 （页面存档备份，存于） 漫威维基百科